# Djavan Anderson
 (juin 2016).
Pour les articles homonymes, voir Anderson.

Djavan Anderson est un footballeur néerlandais né le 21 avril 1995. Il évolue au poste de milieu défensif.

## Carrière
Le 1er septembre 2022, il rejoint Oxford United. 

## Palmarès

### En équipe nationale
- Pays-Bas -17 ans
  - Vainqueur du championnat d'Europe des moins de 17 ans en 2012